# شيتشاو سيبيكفيرت
شيتشاو سيبيكفيرت (أختصرت في كثير من الأحيان SSW ) شركة ألمانية لبناء السفن ومقرها في بريمرهافن. ويرجع الاسم لعام 1988 عندما تم دمج شيتشاو مع سيبيمفيرت .

## التاريخ
تأسست الشركة الأصلية شيتشاو في عام 1837 من قبل فرديناند شيتشاو في البلنغ باسم F. Schichau . بدأت بتصنيع المحركات البخارية والمعدات الثقيلة والقاطرات لاحقا. في عام 1854 بنت الشركة حوض بناء السفن في Elbing.  تم افتتاح حوض بناء سفن جديد كبير في دانزيج في عام 1890 (أصبح فيما بعد جزءًا من حوض بناء السفن في غدانسك البولندية بعد عام 1945). في عام 1929 تم شراء حوض بناء السفن من قبل الحكومة الألمانية. في عام 1930، اشترت الشركة أيضًا ساحة صغيرة في كونيغسبرغ..

## روابط خارجية
- الصفحة الرئيسية ل Schichau Seebeckwerft